# Aukaners

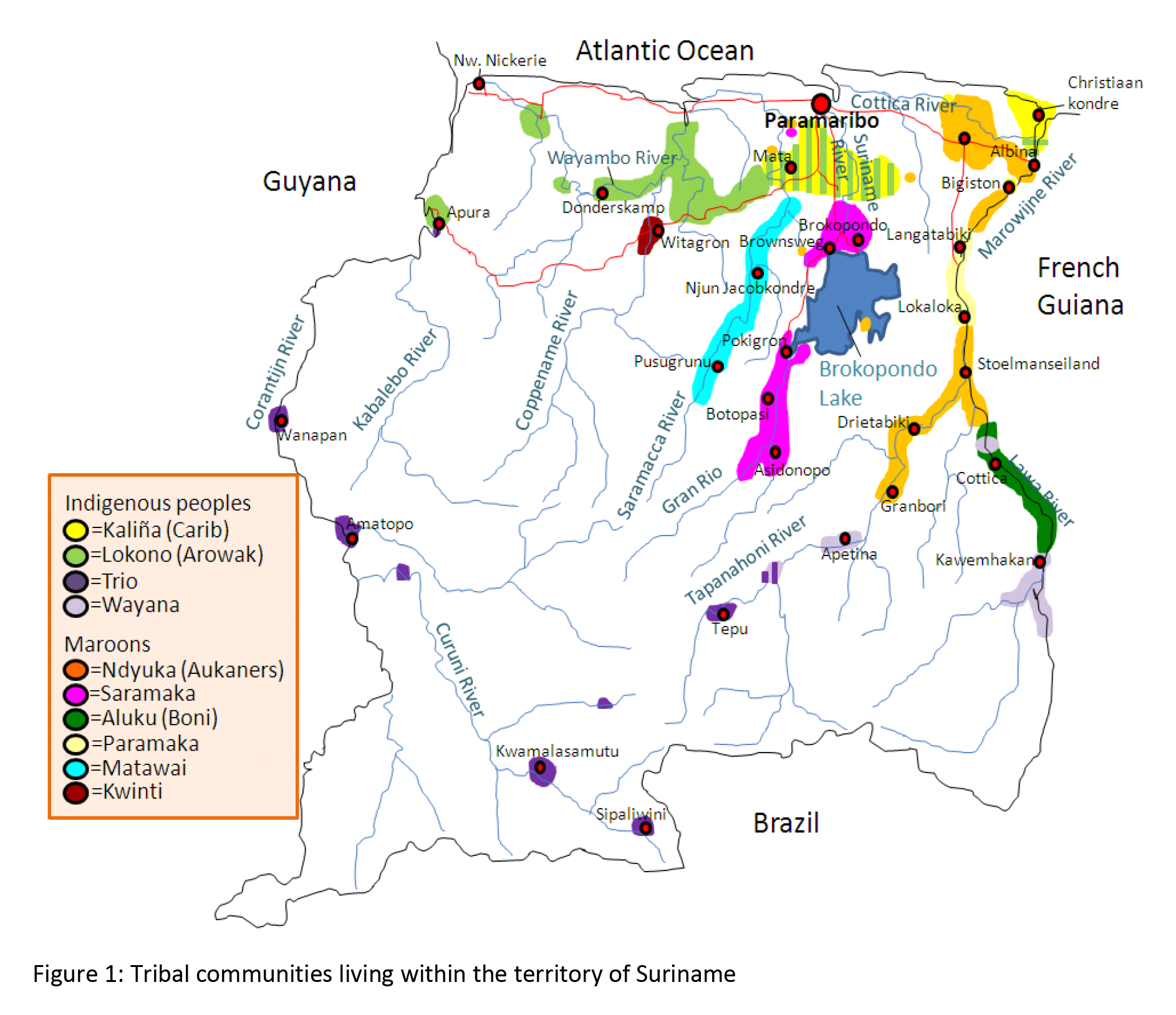
Spreiding van de inheemsen en marrons
Aukaners in het oranje

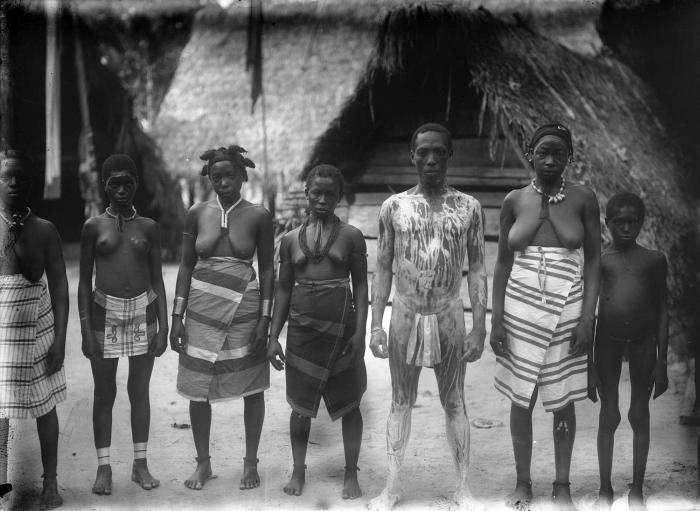
Groepsportret van Aucaanse marrons, circa 1919

De Aukaners, ook wel Okanisi (Aukaans: Ndyuka), is een marrons-stam in Suriname. Ze zijn afstammelingen van Afrikanen die vanaf de zeventiende eeuw door de Nederlanders per slavenschip naar Suriname werden gebracht om verkocht te worden aan slavenhouders. Ze ontvluchtten de slechte omstandigheden op de plantages en bevrijdden zichzelf zo uit de slavernij. Ze vestigden zich in de bossen van het oosten van Suriname.
Naar geografische verspreiding worden de Aukaners wel verdeeld in opu die langs het bovenstroomse gedeelte van de rivieren in de binnenlanden zijn gevestigd en bilo die aan het benedenstroomse gedeelte wonen van Tapanahony, Marowijne, Lawa, Cottica, Commewijne en Saramaka.

## Verdrag
In oktober 1760, honderdendrie jaar voor de algehele afschaffing van de slavernij in Suriname, sloten de Aukaners een vredesverdrag met het Nederlandse bewind en daarmee werden ze vrij en onafhankelijk. Adyáko Benti Basiton, ook bekend als Boston Bendt en afkomstig uit Jamaica, speelde daarbij een belangrijke rol. Dit verdrag van 10 oktober 1760 tussen het koloniaal bestuur en de marrons werd getekend in het marrondorp Bongodoti aan de Mama Ndyukakreek.

## Naam
Het dorp Bongodoti kon bereikt worden via de plantage Auka aan de Boven-Suriname, waar de naam Aukaners of Okanisi van afstamt. De naam Ndyuka ontleenden zij aan de kreek Mama Ndyuka, waar de eerste leden van deze groep marrons zich vestigden. De naam betekent broedplaats van de vogel Ndyuka.

## Lo
Een lo is een groep mensen met eenzelfde matrilinie. De Aukaners zijn onderverdeeld in twaalf lo's. Officieel zijn het er twaalf; de dertiende is de 'neutrale' lo, waaruit de granman komt, en een veertiende lo sloot zich later aan. 
De verschillende Lo's heten: Djoe, Pinas, Oto, Beei, Njanfai, Dikan, Misidjan, Pika, Pata, Compai, Pedi en Lape.